# Detroit (Maine)
Detroit és una població dels Estats Units a l'estat de Maine (EUA). Segons el cens del 2000 tenia 816 habitants.

## Demografia
Segons el cens del 2000, Detroit tenia 816 habitants, 328 habitatges, i 226 famílies. La densitat de població era de 15,6 habitants per km².
Dels 328 habitatges en un 31,7% hi vivien nens de menys de 18 anys, en un 57,6% hi vivien parelles casades, en un 6,7% dones solteres, i en un 30,8% no eren unitats familiars. En el 23,5% dels habitatges hi vivien persones soles el 8,5% de les quals corresponia a persones de 65 anys o més que vivien soles. El nombre mitjà de persones vivint en cada habitatge era de 2,49 i el nombre mitjà de persones que vivien en cada família era de 2,91.
Per edats la població es repartia de la següent manera: un 24,8% tenia menys de 18 anys, un 7,1% entre 18 i 24, un 31% entre 25 i 44, un 26,2% de 45 a 60 i un 10,9% 65 anys o més.
L'edat mediana era de 37 anys. Per cada 100 dones de 18 o més anys hi havia 101,3 homes.
La renda mediana per habitatge era de 29.938 $ i la renda mediana per família de 34.167 $. Els homes tenien una renda mediana de 27.303 $ mentre que les dones 20.119 $. La renda per capita de la població era de 13.937 $. Entorn del 9,4% de les famílies i el 14,3% de la població estaven per davall del llindar de pobresa.